# Східна культура
Схід, східна культура, орієнталізм — узагальнене етнографічне та культурологічне поняття і уявлення (у літературознавстві, мистецтвознавстві та інших дисциплінах), що включає ряд характерних соціоетнокультурних ознак, які дозволяють співвідносити його з приналежністю до певної частини світу (східного макрорегіону). Однак до орієнталізму відносять також прояви культури, що мають приналежність до всього обширного регіону Північної Африки, зокрема — до Магрибу.
Сходознавство, також знане як орієнталістика, вивчає східну культуру. Проте останнє більшою мірою традиційно асоціюють з тенденціями, стилями та іншими особливостями в архітектурі, музиці і мистецтві — власне з орієнталізмом як мистецтвознавчою дисципліною. Орієнталізмом також називають погляди Заходу на Схід, що виникли з імперської домінації та колоніального піднесення Заходу над Сходом. Цей термін вперше використав ліванський американський літературний критик і інтелектуал Едвард Саїд у своїй книзі "Орієнталізм" (1978 рік). У цій книзі Саїд аналізує традицію та практику орієнталізму - відображення та вивчення Сходу, або "Орієнту", за межами Європи, особливо в літературі, мистецтві, науці та інших аспектах західної культури.
У понятті орієнталізму Захід вміщував низку стереотипних уявлень та образів про східні культури, народи та спосіб життя. Деякі з основних аспектів орієнталізму, які Захід традиційно асоціював із "Сходом", включають такі:
1. Екзотичність та загадковість: Схід часто уявлявся як таємниче та екзотичне місце, наповнене загадковістю та чарами, які привертали увагу західних мислителів, митців і письменників.
2. Віддаленість і відмінність: Схід сприймався як віддалений і відмінний від Заходу, з власною, іноді непостижною, культурою, традиціями та способом життя.
3. Стабільність та стагнація: Часто Схід асоціювався з вічністю, стабільністю і стагнацією, у порівнянні з динамічним розвитком та прогресом на Заході.
4. Екзотичність жінок: Уявлення про східних жінок як екзотичних об'єктів, які підкорюють та ваблять чоловіків, були поширеними в орієнталізмі.
5. Свавілля та сила: Схід часто сприймався як місце тиранії, диктатури та сили, що потребує цивілізованого втручання Заходу для порятунку.

Особливий, специфічний, «східний» тип розвитку був представлений як відсутність розвитку взагалі саме тому, що він не відповідав західним стандартам розвитку й прогресивності, тобто не був у відповідності з уявленнями про лінійний розвиток й прогрес. Саме так формувалась орієнталістська міфологія – існував утворений міф про інертний, соціально заціпенілий Схід. 